# Горичица при Моравчах
Горичица при Моравчах (словен. Goričica pri Moravčah) је насељено место у општини Моравче, Средњесловенска регија, Словенија.

## Историја
До територијалне реорганизације у Словенији била је у саставу старе општине Домжале.

## Становништво
У попису становништва из 2011. године, Горичица при Моравчах је имала 86 становника.
| Број становника према пописима | Број становника према пописима | Број становника према пописима |
| ------------------------------ | ------------------------------ | ------------------------------ |
| 1991                           | 2002                           | 2011                           |
| 69                             | 77                             | 86                             |

Напомена: До 1955. исказивано под именом Горичица.